# Psychoda concinna
Psychoda concinna är en tvåvingeart som beskrevs av Quate 1967. Psychoda concinna ingår i släktet Psychoda och familjen fjärilsmyggor. Inga underarter finns listade i Catalogue of Life.